# Mesophyllum lamellatum
Mesophyllum lamellatum (Setchell & Foslie) W.H.Adey, 1970  é o nome botânico  de uma espécie de algas vermelhas  pluricelulares do gênero Mesophyllum, subfamília Melobesioideae.
- São algas marinhas encontradas na América do Norte (Alasca, Columbia Britânica, Califórnia, Oregon, Washington e México)

## Sinonímia
- Lithothamnion lamellatum  Setchell & Foslie, 1903.